# خوسيه أنخيل ألونسو
خوسيه أنخيل ألونسو (بالإسبانية: José Ángel Alonso) (2 مارس 1989 بسلامنكا في إسبانيا - ) هو لاعب كرة قدم إسباني في مركز الدفاع. لعب مع نادي إلتشي ونادي سالامانكا.

## وصلات خارجية
- خوسيه أنخيل ألونسو على موقع قاعدة بيانات كرة القدم.إي يو (الإنجليزية)
- خوسيه أنخيل ألونسو على موقع Soccerway.com (الإنجليزية)
- خوسيه أنخيل ألونسو على موقع AS.com (الإسبانية)